# Hàn Hoàn Huệ vương
Hàn Hoàn Huệ vương (chữ Hán: 韩桓惠王, ? - 239 TCN, trị vì: 272 TCN - 239 TCN), còn gọi là Hàn Huệ Vương (韓惠王) hoặc Hàn Điệu Huệ Vương (韩悼惠王) tên thật là Hàn Nhiên (韓然), là vị vua thứ 10 của nước Hàn - chư hầu nhà Chu trong lịch sử Trung Quốc.
Hàn Nhiên là con trai của Hàn Ly vương, vua thứ 9 của nước Hàn. Năm 273 TCN, Hàn Ly vương qua đời, Hàn Nhiên lên nối ngôi tức Hàn Hoàn Huệ vương.

## Yếu thế trước nước Tần
Hàn Hoàn Huệ vương tiếp tục dùng Trương Bình làm tướng quốc. Năm 272 TCN, nhân khi Yên Huệ vương vừa mất, Hàn Hoàn Huệ vương liên kết với Sở Khoảnh Tương vương và Ngụy An Ly vương cùng tấn công quấy phá nước Yên, sau đó rút lui.
Năm 264 TCN, Tần Chiêu Tương vương phát binh đánh nước Hàn, chiếm đất Hình và xây thành ở đất Bàng. Cùng năm đó, Tần Chiêu Tương vương lại sai Tả thứ trưởng Vương Hột mang quân đánh Hàn. Quân Tần mạnh mẽ, đánh chiếm thành Dã Vương, bao vây quận Thượng Đảng (上黨 - Sơn Tây, Trung Quốc). Tướng giữ Thượng Đảng của nước Hàn là Phùng Đình chống cự không nổi phải cố thủ trong thành. Quân Tần bủa vây Thượng Đảng, cắt đứt đường huyết mạch thông sang núi Thái Hàng, cô lập hoàn toàn Thượng Đảng với phần còn lại của nước Hàn.
Khi Vương Hột đang đánh Thượng Đảng thì cánh quân Tần khác do Bạch Khởi chỉ huy cũng đánh Hàn ở Hình Thành. Quân Hàn bị thua to ở Hình Thành, quân Tần chiếm 9 thành, chém 5 vạn người. Năm sau (263 TCN), Bạch Khởi lại tiến công Nam Dương, đất của Tần mở đến mạn Nam núi Thái Hàng.
Trong khi đó, Thượng Đảng bị vây khốn trong mấy năm, tình thế nguy cấp. Năm 262 TCN, tướng giữ Thượng Đảng là Phùng Đình liệu thế không giữ được, bèn đem thành Thượng Đảng dâng vua Triệu, để làm cho Tần giận Triệu, tất dời quân đánh Triệu, bấy giờ Triệu phải cùng Hàn hợp sức để chống Tần. Triệu vương theo lời Bình Nguyên Quân Triệu Thắng, cho rằng đó là mối lợi lớn nên vui mừng thu nhận.
Vương Hột công phá được Thượng Đảng. Phùng Đình mang dân chạy sang nương nhờ nước Triệu. Tần Chiêu Tương vương sai Bạch Khởi ra thay Vương Hột, đánh tan đại quân Triệu trong trận Trường Bình, giết chủ tướng Triệu Quát và chôn sống 40 vạn quân Triệu.
Năm 256 TCN, Tần lại đánh bại quân Hàn ở Dương Thành và Phụ Thử, sau đó suất quân tiêu diệt nhà Chu. Năm 249 TCN, quân Hàn lại bị Tần Trang Tương vương đánh bại ở Thành Cao và Huỳnh Dương.
Năm 250 TCN, tướng quốc Trương Bình mất. Nước Hàn ngày càng bị thu hẹp. Hàn Hoàn Huệ vương cố đánh chiếm đất đai đã mất nhưng không thành công. Năm 247 TCN, Tần đánh bại Hàn ở Thượng Đảng. Tần lần lượt chiếm Thành Cao, Huỳnh Dương, Thượng Đảng của Hàn. Năm 244 TCN, Tần vương Chính lại đánh Hàn, chiếm 13 thành.
Hàn Hoàn Huệ vương sợ Tần mạnh, bèn gửi Trịnh Quốc tới triều đình nước Tần thuyết phục Tần vương Chính đào kênh đắp mương, mưu dựa vào việc này làm tiêu hao quốc khố của Tần. Tuy nhiên, kênh đào xây xong lại làm Tần ngày càng giàu mạnh thêm.
Năm 239 TCN đó, Hàn Hoàn Huệ vương mất. Ông ở ngôi được 34 năm. Thái tử Hàn An lên nối ngôi, tức là Hàn vương An.